# Pyeonghwa Premio DX
Der Pyeonghwa Premio DX ist ein Sport Utility Vehicle und Pick-up des nordkoreanischen Autoherstellers Pyeonghwa Motor Plant. Das Fahrzeug wurde vom 3. bis 7. September 2004 erstmals auf der Motor Show im Hoang Van Thu National Exhibition Center der Öffentlichkeit präsentiert. Der Premio DX II ist der Nachfolger des Premio DX. Jede der Modellvarianten des ersten Modells hat einen Dieselmotor, wohingegen der Premio II mit einem Ottomotor ausgestattet ist. Der Pyeonghwa Premio DX hat einen Allradantrieb. Der Pyeonghwa Premio DX wurde von 2004 bis 2009 gebaut, der Nachfolger Premio DX II wird seit 2009 gebaut.